# Tu-204 (航空機)
ツポレフ Tu-204/Tu-214
Tupolev Tu-204/Tu-214
レッドウィングス航空のTu-204-100
- 用途：旅客機
- 分類：ナローボディ民間旅客機
- 製造者：ツポレフ
- 運用者

  - レッドウィングス航空
  - ウラジオストク航空
  - ダリアビア航空
  - 中国国際貨運航空(退役済み)
  - 高麗航空
  - クバーナ航空

など
- 初飛行：1989年1月2日
- 生産数：85機
- 生産開始：1995年
- 運用開始：1994年12月(レッドウィングス航空)
- 運用状況：運用中
- ユニットコスト：$3500万ドル (2007年の時点)

Tu-204（ツポレフ204；ロシア語:Ту-204トゥー・ドヴィェースチ・チトィーリェ）は、ロシアのツポレフ設計局が開発した双発旅客機である。最大210名の乗客を輸送することができ、機体のスペックはほぼボーイング757に近い。ソ連を中心に就航している中距離路線用三発機Tu-154の買換え需要に対応するために開発されたものである。性能が向上した最新型のTu-204SMは2010年12月29日に初飛行した。
本稿では派生型のTu-214についても取り扱う。

## 導入された新技術

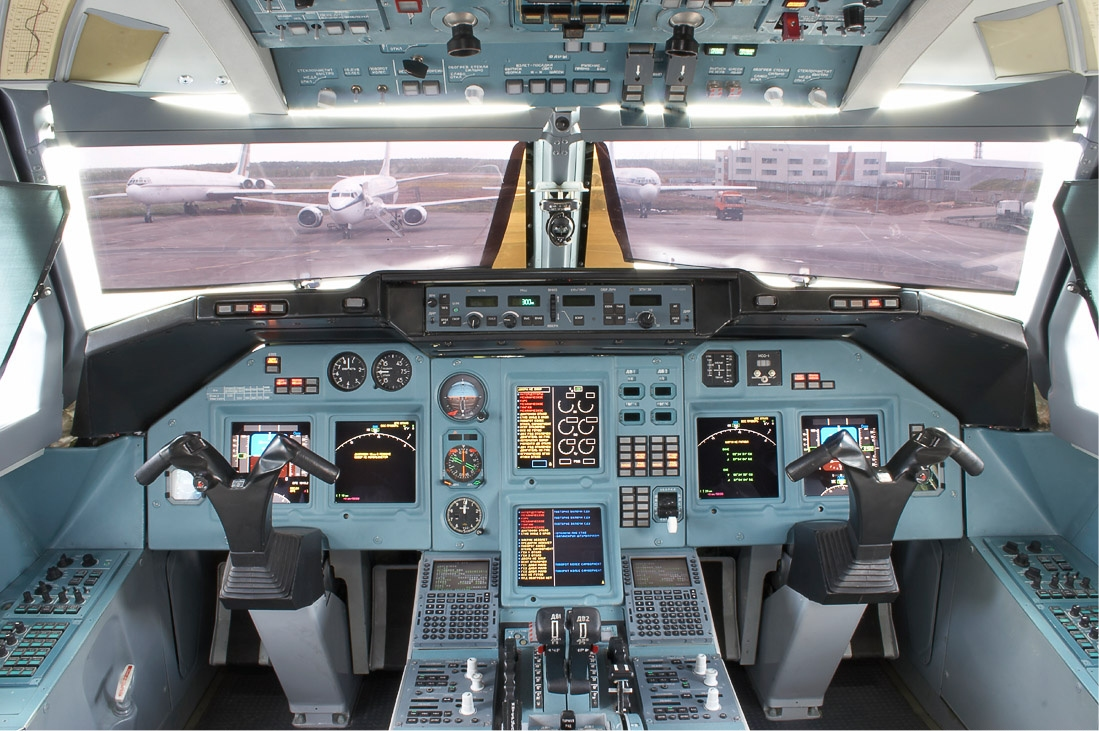
グラスコックピット化されたコックピット

この旅客機の開発には、ロシアのIl-96と同様に革新的な技術が導入されており、西側のエアバス機などに導入されているフライ・バイ・ワイヤとグラスコックピット、主翼端に付けられたウイングレットに加え西側同様の航空電子機器を装備し、さらにロシア製の航空機では初めてイギリス製のロールスロイスRB211-535ターボファンエンジンを装備している。また機体には特殊な金属素材が多用されているという。

## 受注と生産
エアバスやボーイングの旅客機に比べ、ほぼ同様な機能を持った機体を割安で購入できるメリットがある反面、ツポレフの営業力と製品サポート力に難点があるとの指摘もあり、ローンチ当初はロシア国外向けのセールスはほぼゼロであった。
そのため、長年ロシア以外で導入した国はなかったが、低価格（2007年現在 約3,500万USドル）であることや、（オプションとして）エンジンに信頼性の高いロールス・ロイス製を選択出来るということもあり、諸外国からの発注が集まってきており、朝鮮民主主義人民共和国(北朝鮮)の高麗航空やシリアのシリア航空、キューバのクバーナ航空など、欧米のメーカーから（政治的・経済的な理由により）旅客機を購入するのが難しい国からの発注を受けたほか、貨物機としてのオーダーもあった。
後継としてはイルクート MS-21が開発されており、競合を避けるため統一航空機製造会社では2009年からの製造を中止する検討を行い、2016年4月に正式に中止を決定した。残りについては発注があれば製造するという。

### 年度毎の生産機数
| 年度     | 1989 | 1990 | 1991 | 1992 | 1993 | 1994 | 1995 | 1996 | 1997 | 1998 | 1999 | 2000 | 2001 | 2002 | 2003 | 2004 | 2005 | 2006 | 2007 | 2008 | 2009 | 2010 | 2011 | 2012 | 2013 | 2014 | 2015 | 2016 | 2017 | 2018 |
| -------- | ---- | ---- | ---- | ---- | ---- | ---- | ---- | ---- | ---- | ---- | ---- | ---- | ---- | ---- | ---- | ---- | ---- | ---- | ---- | ---- | ---- | ---- | ---- | ---- | ---- | ---- | ---- | ---- | ---- | ---- |
| 生産機数 | 1    | 1    | 2    | 2    | 5    | 2    | 1    | 3    | 1    | 1    | 2    | 4    | 3    | 4    | 4    | 2    | 3    | 4    | 2    | 10   | 6    | 3    | 6    | 1    | 2    | 1    | 2    | 2    | 3    | 3    |

## 派生型

### Tu-204/204C
Tu-204の基本モデルである。またTu-204Cは貨物専用の基本モデルである。

### Tu-204-100/200

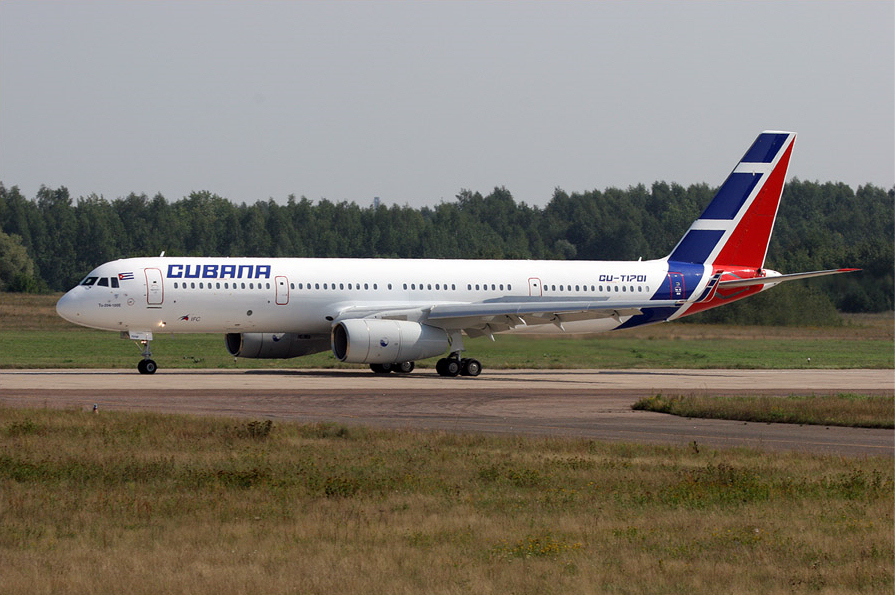
クバーナ航空のTu-204-100E

Tu-204-100は最初に開発されたモデルで、ソロヴィヨーフ製のPS-90Aエンジンを搭載している。Tu-204-200はTu-204-100重量増加型である。なお、Tu-214はTu-204-200とまったく同様の機体であるが、組み立てメーカーが異なる。

### Tu-204-120/220
世界市場向けに販売拡大することを狙い、西側の先進航空技術を盛り込んだモデルである。ロールスロイス製のRB211-535エンジンなどを搭載している。

### Tu-204-300

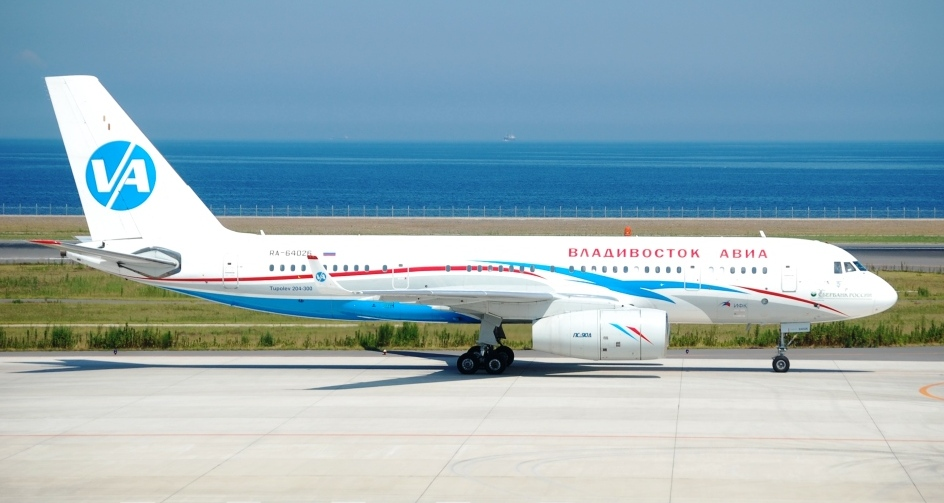
ウラジオストク航空のTu-204-300

基本モデルであるTu-204よりも胴体を6m短くしたもので、航続距離を延長したものである。ウラジオストク航空の発注により生産されることになった。

### Tu-204-500
Tu-204-300よりも短い路線向けに開発されるもので、翼を小さくしたぶん巡航速度をマッハ0.84に増加させた機体である。競争相手はボーイング737NGシリーズとしている。

### Tu-206とTu-216
石油系燃料に変わる代替燃料を使用する試験機である。 Tu-206は液体水素を使用しTu-216は天然ガスを使用するとしている。

### Tu-214

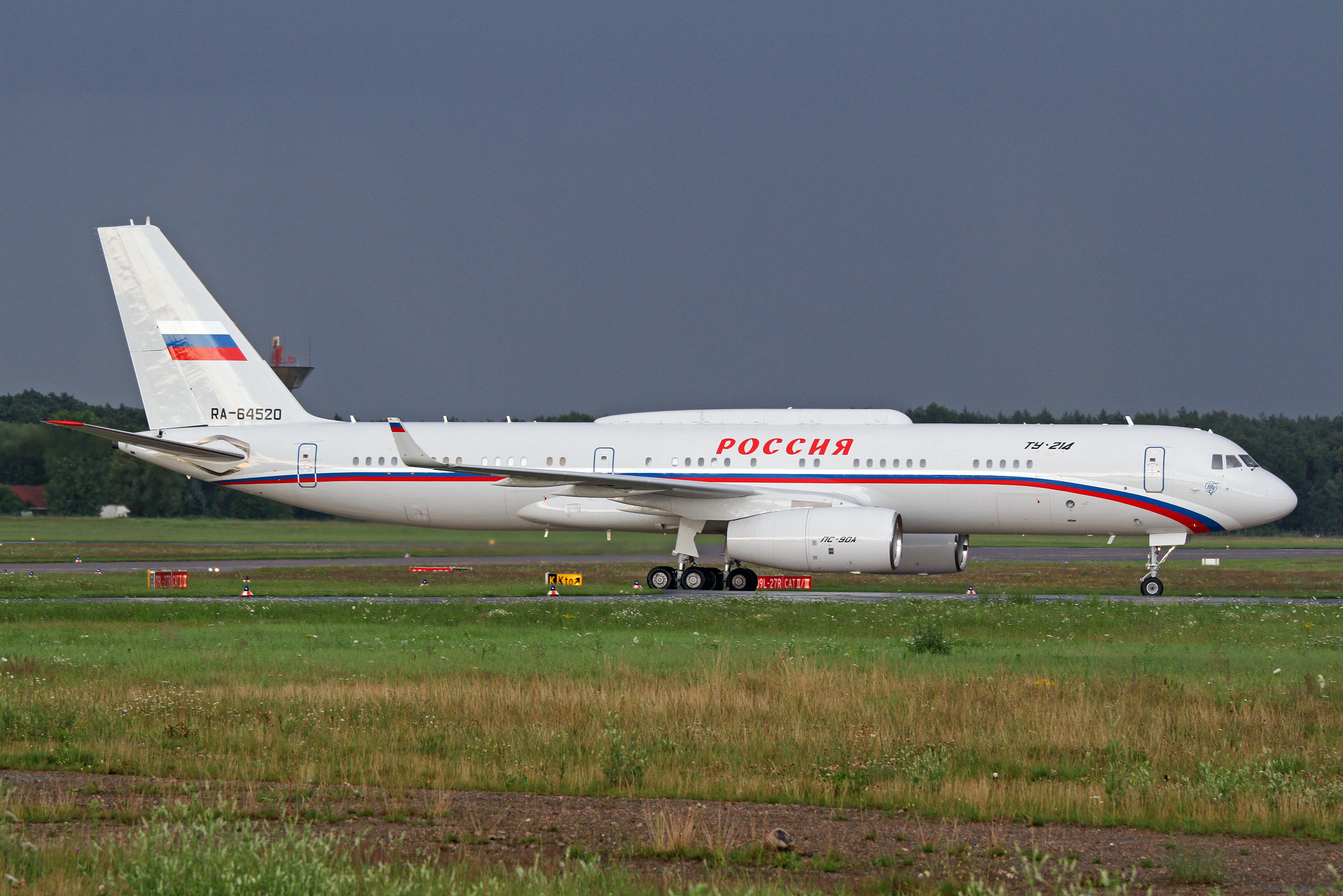
Tu-214PU
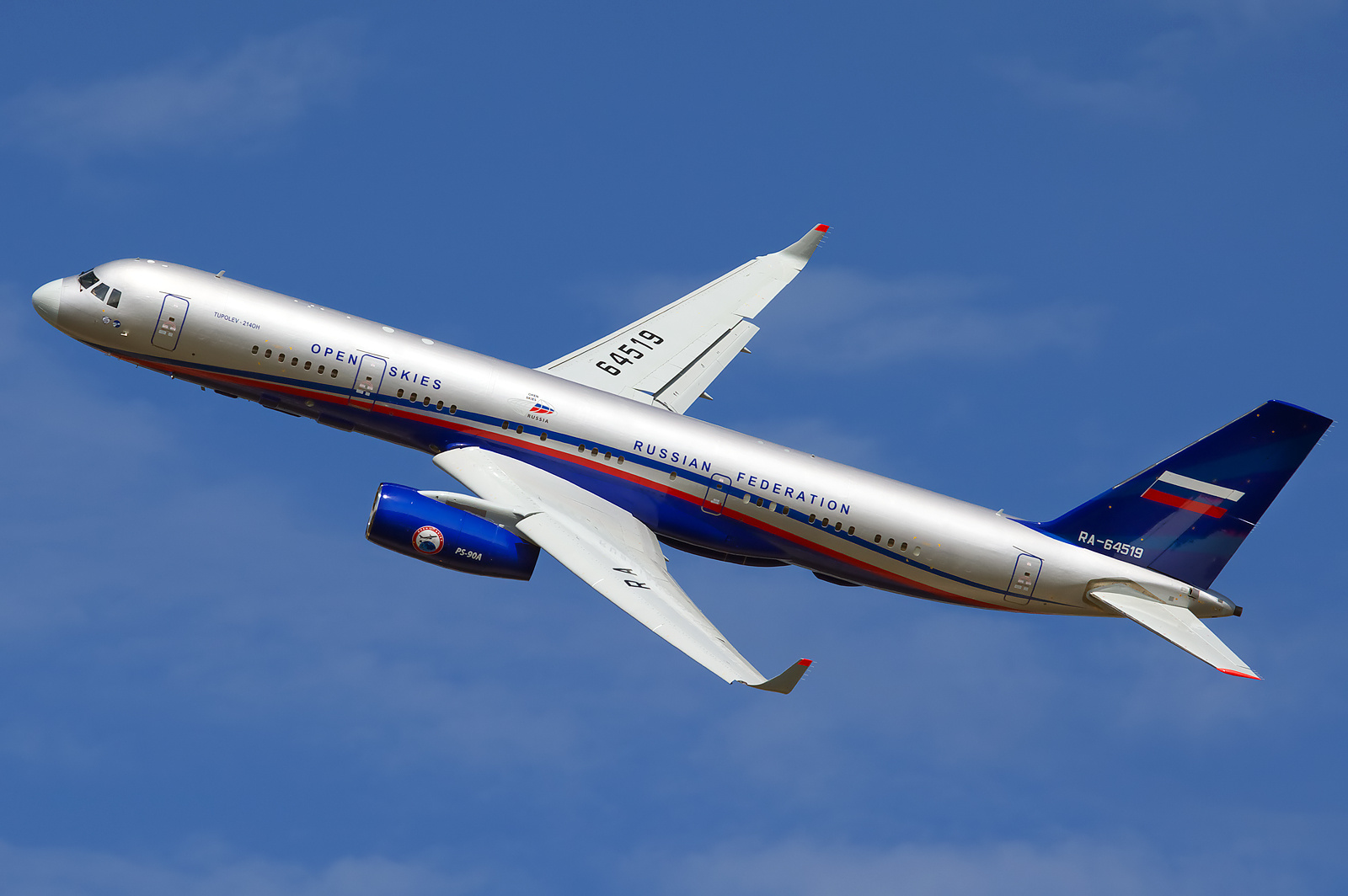
Tu-214ON
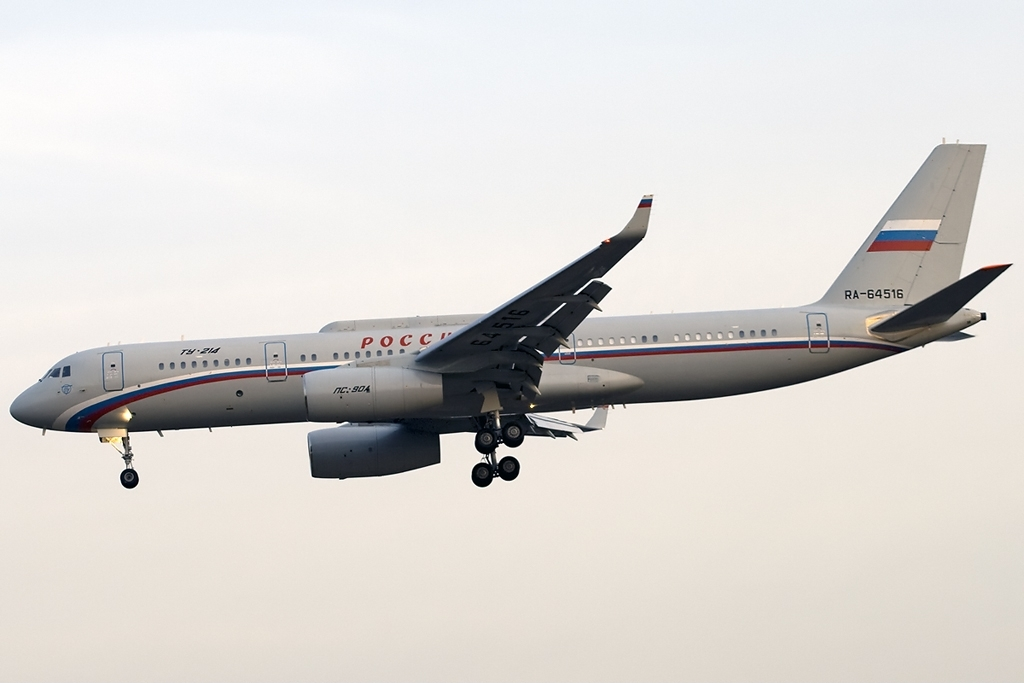
Tu-214SR
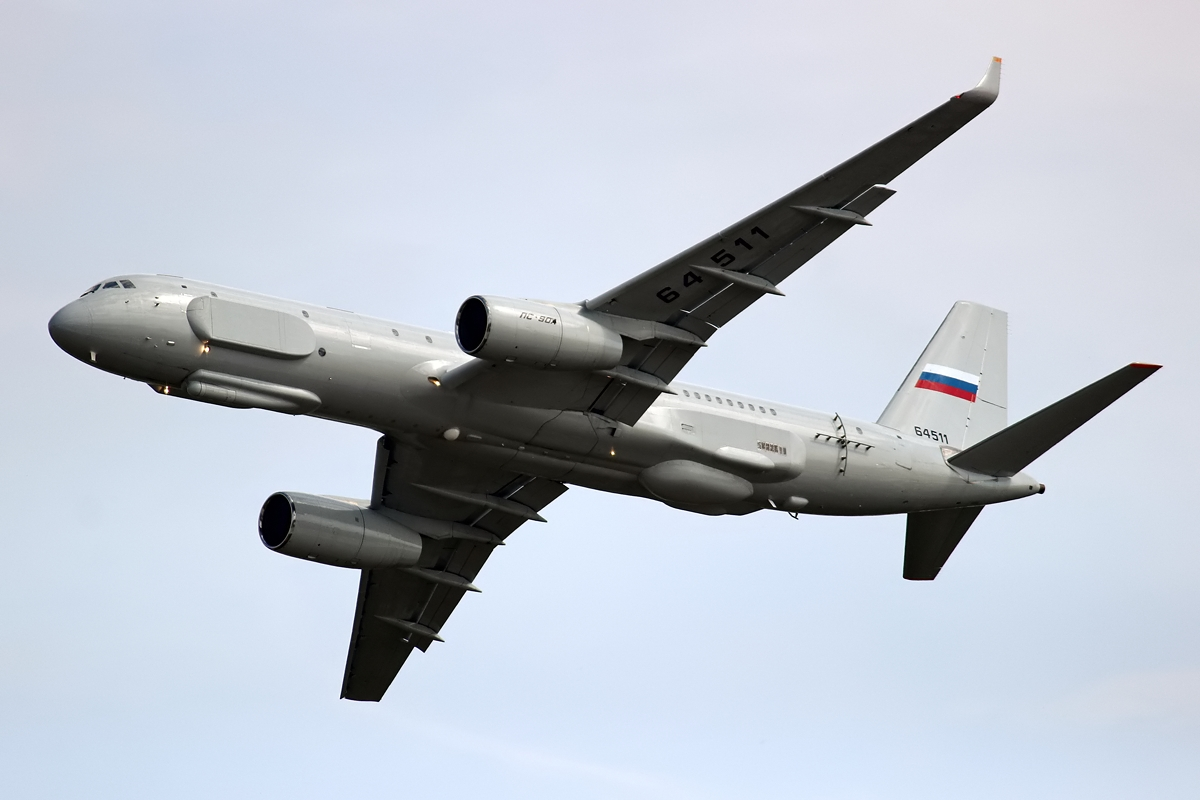
Tu-214R

Tu-214はTu-204-100の最大離陸重量を引き上げた発展型であり胴体延長型でもある。同様に開発されたTu-204-200との決定的な違いは、主翼の前にある胴体の左側のドアの大きさとL2ドアが乗降用ドアとなっている点である。従来はTu-204-200と呼称されていたが、現在は区別されるようになった。
製造はTu-204-200を生産しているアヴィアスタル-SPではなく、カザンのカザン航空機製造合同で実施されている。両方の工場ともツポレフ設計局とは独立しておりそれらの生産機種の設計をある程度管理できる。17機が製造されたが、製造・販売コストの高さから2010年4月13日にカザンは商用型の製造を中止した。
Tu-214とTu-204-200との違いは組み立てを行う製造メーカーである。Tu-204-200はウリヤノフスクのアヴィアスタル-SPで生産され、Tu-214はカザンのカザン航空機製造合同で生産される。両方の工場ともツポレフ設計局とは独立しておりそれらの生産機種の設計をある程度管理できる。主な違いは主翼の前にある胴体の左側のドアの大きさである。Tu-204は2つのドアと2つの非常脱出口がある。Tu-214は3つのドアと1つの非常脱出口がある。
2010年にTu-214は計10機が航空会社で運用中で12機が受注されている。Tu-214を運用する航空会社はロシア航空 (5), トランスアエロ航空 (3) とエアスターズ (2)である。トランスアエロ航空はさらに7機追加発注している。
Tu-214が初飛行したのは1996年3月21日であったが、開発が著しく遅れたため量産型初号機が飛行したのは2001年4月10日のことであった。その後ロシアの航空会社に引き渡されて就航している。このクラスの旅客機では新品の価格が世界で最も安いものの、ボーイングやエアバスといった強力なライバルがいる市場と重なっているため、ロシア市場においても苦戦している模様である。
Tu-214を運用する航空会社は: ロシア航空 (5), トランスアエロ航空 (3) とエアスターズ (2)である。トランスアエロ航空はさらに7機追加発注している。
日本には、ダリアビア航空がTu-154を代替したTu-214を用いて、ハバロフスクからの青森便と新潟便を運用していたほか、チャーター便も飛来することもあった。ダリアビア航空がウラジオストク航空に吸収合併され定期便が廃止された後も、チャーター機が飛来したこともある。
Tu-214SRは、2009年6月に2機が就役しロシア航空が運用している。
Tu-214Rはロシア空軍が2機（機体番号RA-64511 シリアル番号42305011、機体番号RA-64514、シリアル番号42305014）を運用している。ただし民間機登録番号「RA-64511」を冠していることから、民間機をチャーターする形で運用しているようである。
オープンスカイ条約用のTu-214ONもロシア空軍が運用しており、2機（RF-64519とRF-64525）が製造されている。2018年5月21日から29日にかけて、Tu-2140N機の調査の第1段階を実施する予定で機体と監視装置の技術能力の予備的なデモンストレーションを行う。これにはヨーロッパ、アメリカ、カナダの参加者20名が参加する予定。
Tu-214F
貨物機型。計画中。
Tu-214C3
コンビ型（貨客混載型）。計画中。
Tu-214PU
空中コマンドポスト型。2機が運用中である。
Tu-214ON
1992年にNATOと旧ワルシャワ条約機構加盟24カ国が合意した軍備に関する相互査察飛行を行うオープンスカイズ条約にのっとり開発された航空機。条約により許可された範囲内でのデジタル空中機器、テレビや赤外線カメラ、側方レーダー、デジタルコンピュータシステムと航法サポートシステムが組み込まれている。2011年6月1日初飛行。
Tu-214K
空中コマンドポスト型。特殊な窓から航空カメラ（AFA）で対象地域を撮影して情報をSPDD遠距離データ伝送システムにより伝送可能。
Tu-214SR
大統領専用機との通信中継を行う特殊な派生型。機体上面にアンテナを納めたシュラウドが付いている。
Tu-214R
Il-20Mの後継となる電子偵察機。ELINT/SIGINT/COMINT/SAR機材を含むMRC-411電子情報収集パッケージを胴体側面の主翼前後と胴体上部と下部のアンテナドームを搭載した。マルチスペクトルの電気光学偵察機材も装備される。搭載するレーダーは9-12kmの高さから250km先の目標を捕捉できる。
対潜哨戒機型
Il-38とTu-142の後継として提案されていた対潜哨戒機型。
- Tu-214PU
- Tu-214ON
- Tu-214SR
- Tu-214R

### Tu-214R
Il-20Mの後継となる電子偵察型で、2009年に初号機が初飛行した。開発などの遅れからロシア連邦軍参謀本部情報総局と裁判沙汰となるなどしたが、2018年に研究開発が完了する予定。
2012年12月17日と12月18日には、飛行試験のためTu-214Rが日本の領空に接近し、航空自衛隊の戦闘機が緊急発進した。この際の試験では、Tu-214Rは低速飛行時の安定性が悪く、偵察任務の為にそのエリアを哨戒飛行し、調査を行なうといった仕事には向いていないという結果が得られたため、調達の中止が検討された。これを受け改良がされたようで2機目のRA-64514は外観が変化している。RA-64514は2015年にウクライナとの国境近くで試験飛行を実施したことがFlightradar24で確認されている。

### Tu-204SM
Tu-204SMは2011年から2018年のロシアの国内外の単通路機の民間航空機市場における地位を維持、拡大する事を目的とした計画である。この中距離旅客機は210席(2クラスの場合174席)で急成長する格安航空会社の市場を対象とする。この機体はロシアと国際民間航空機関(ICAO)と欧州航空航法安全機構の新しい国際安全基準に適合するように改良された。
Tu-204SMの利点は小型の機体とPS-90Aエンジンを搭載するTu-204-100/100E/100Vに多くのデザインと空力の類似性を享受しつつ改良されたPS-90A2エンジン(ETOPS 180 対応)によってもたらされる。航法装置とアビオニクスにより2人乗務が可能になり以前の機体よりも1名乗員が減った。直接の運行経費はTu-204-100/300よりも10から15%削減された。
Tu-204SMの改良点。
- 機体形状と全体の空力設計の改良。
- 内装の改善。
  - 広々とした荷物棚と大型トランク用の床下収納スペースの確保。
  - 多色 LED 照明。
  - 騒音低減構造によって客室内での騒音を低減。
  - 飛行中の娯楽にオーディオとビデオを追加。
  - 国際的な火災防護基準と毒性基準に適合する材料を全ての客室に使用。
- 新開発のロシア製の飛行制御装置と航法装置を搭載。Tu-204SMの飛行航法システムは全て新設計で欧州航空航法安全機構(Eurocontrol)行動計画(AP-24)に適合する。外国製の航空機との調和の為に搭載されるシステムと飛行航法制御システムの言語は英語となる。
  - アビアプリボアで開発されたVSUPT-85-204コンピュータは飛行制御とエンジン出力管理システムでSCD-100-1コンピュータ飛行管理システムは垂直と水平の自動航法を提供し国際的な規格とP-RNAVに適合する。
  - ASO-204の搭載。このシステムはロシア製の近代的な航空機制御システムで、航空機の技術的な状態を蓄積することで、積極的に迅速な診断と対策を可能にして飛行の安全性を高め運行費用を低減する。
- 大型の液晶画面でトラックボールのような扱いやすい航法制御をもたらすKSEIS-204E 電子表示装置と警報装置を搭載。
- SIVDデータを測定するための、合理化された、より効果的かつ信頼性の高いシステムの採用。
- パイロットを2名に削減。
- "E-Pilot"の概念を備え、全ての飛行段階において飛行管理を自動化。
- 操縦席のパネルを液晶ディスプレイとし、ヘッドアップディスプレイ（HUD）を追加。
- エンジンを大規模な騒音低減システムを備えたPS-90A2に換装[26]。PS-90A2は、PS-90Aシリーズに大幅に改良を施した事によって大幅に性能が向上し、世界最高水準に達した。PS-90A2とPS-90Aは互換性があり交換が容易である。オーバーホール間隔を低温部品で20,000 サイクル、高温部品で10,000 サイクルにとしたことで現在生産される機種と比較してPS-90A2のライフサイクル費用は35%削減され同時に信頼性は50から100%向上、整備費用も低減した。騒音や排出ガスの環境面においてICAOや他の国際的な基準に適合する。PS-90A2はETOPSの条件下でTu-204を運用する航空会社に海上で180分間の片肺飛行を可能にする。PS-90A2はPS-90Aの半分の労力で運行できる。旧型の燃料システムを新型の空気で運用するシステムに更新することによってエンジンの耐火性を向上する。PS-90A2はAP-33航空規格にFARパート33とJAR33と共に適合する。
- 運転高度が高くなった新しいTA-18 APU-200の採用。
  - 巡航高度 - 12 km。
  - 作動高度 - 10–12 km。
- 国際民間航空機関(ICAO)と欧州航空航法安全機構の要求規格に適合。
- 先進的な飛行制御装置(ASO-204/FMS)と機上自動整備診断装置の搭載。
- 補助動力装置 (APU)の制御、火災安全、燃料管理と油圧システムの強化。

#### Tu-204SMの受注
レッドウィングス航空は44機のTu-204SMを受領する予定である。ロシア最大の航空機リース会社であるイリューシン・ファイナンス(IFC)によると2月にレッドウィングスとの44機のTu-204SMの交渉は完了して2011年3月に調印した。イリューシン・ファイナンスは以前はTu-204-100をクバーナ航空、高麗航空とレッドウィングスへ貸し出し、Tu-204-300をウラジオストク航空と高麗航空へ、Tu-214 (Tu-204-200)3機をトランスアエロ航空へ貸し出した。
レッドウィングス航空は既にTu-204-100とTu-204-100Vを運行し、2010年に更に1機加える。アヴィアスタル-SPで生産される最新型のTu-204-100であるTu-204-100Vを運行する唯一の航空会社である。
15機のTu-204SMを発注して2011年から受領が始まるモスクワ航空が最初の運用会社になる予定である。イランエアツアーズによる大量の発注はアメリカの企業であるプラット・アンド・ホイットニーがエンジンの開発においてアヴィアドヴィガーテリに携わっている事によりイランへの経済制裁の脅威にさらされる。売却を完了する為にTu-204SMにTu-204に搭載されるPS-90Aエンジンを代わりに搭載することが検討される。
生産数の少ないTu-204に対してツポレフは下請企業に飛行機の全体の価格を27–30%引き下げる為に値下げを求めた。これらの下請企業は2016年までTu-204SMの44機の製造をこの条件で了承した。報告によるとレッドウィングス航空は2011年までにこの発注をすると見られる。
Tu-204SMの飛行試験は2010年12月29日に成功した。予定では最初のTu-204SMの納入は2011年である。

## 要目
|                          | 204-100                                                  | 204-120                                                  | 204SM                                                    | 214                                                      | 204–300                                                  |
| ------------------------ | -------------------------------------------------------- | -------------------------------------------------------- | -------------------------------------------------------- | -------------------------------------------------------- | -------------------------------------------------------- |
| 操縦士                   | 3名                                                      | 3名                                                      | 2名                                                      | 3名                                                      | 3名                                                      |
| 座席数                   | 210席 (1-クラス, 標準) 175席 (2-クラス, 標準)            | 210席 (1-クラス, 標準) 175席 (2-クラス, 標準)            | 210席 (1-クラス, 標準) 175席 (2-クラス, 標準)            | 210席 (1-クラス, 標準) 175席 (2-クラス, 標準)            | 164席 (1-クラス, 標準) 142席 (2-クラス, 標準)            |
| 座席間隔                 | 32インチ (1-クラス, 標準) 39 & 32インチ (2-クラス, 標準) | 32インチ (1-クラス, 標準) 39 & 32インチ (2-クラス, 標準) | 32インチ (1-クラス, 標準) 39 & 32インチ (2-クラス, 標準) | 32インチ (1-クラス, 標準) 39 & 32インチ (2-クラス, 標準) | 32インチ (1-クラス, 標準) 41 & 32インチ (2-クラス, 標準) |
| 全長                     | 46.14メートル (151 ft 5 in)                              | 46.14メートル (151 ft 5 in)                              | 46.14メートル (151 ft 5 in)                              | 46.14メートル (151 ft 5 in)                              | 40.19メートル (131 ft 10 in)                             |
| 全幅                     | 41.8メートル (137 ft 2 in)                               | 41.8メートル (137 ft 2 in)                               | 41.8メートル (137 ft 2 in)                               | 41.8メートル (137 ft 2 in)                               | 41.8メートル (137 ft 2 in)                               |
| 翼面積                   | 184.2平方メートル (1,983 sq ft)                          | 184.2平方メートル (1,983 sq ft)                          | 184.2平方メートル (1,983 sq ft)                          | 184.2平方メートル (1,983 sq ft)                          | 184.2平方メートル (1,983 sq ft)                          |
| 全高                     | 13.9メートル (45 ft 7 in)                                | 13.9メートル (45 ft 7 in)                                | 13.9メートル (45 ft 7 in)                                | 13.9メートル (45 ft 7 in)                                | 13.9メートル (45 ft 7 in)                                |
| 胴体幅                   | 3.8メートル (12 ft 6 in)                                 | 3.8メートル (12 ft 6 in)                                 | 3.8メートル (12 ft 6 in)                                 | 3.8メートル (12 ft 6 in)                                 | 3.8メートル (12 ft 6 in)                                 |
| 胴体高                   | 4.1メートル (13 ft 5 in)                                 | 4.1メートル (13 ft 5 in)                                 | 4.1メートル (13 ft 5 in)                                 | 4.1メートル (13 ft 5 in)                                 | 4.1メートル (13 ft 5 in)                                 |
| 客室幅                   | 3.57メートル (11 ft 9 in)                                | 3.57メートル (11 ft 9 in)                                | 3.57メートル (11 ft 9 in)                                | 3.57メートル (11 ft 9 in)                                | 3.57メートル (11 ft 9 in)                                |
| 客室高                   | 2.16メートル (7 ft 1 in)                                 | 2.16メートル (7 ft 1 in)                                 | 2.16メートル (7 ft 1 in)                                 | 2.16メートル (7 ft 1 in)                                 | 2.16メートル (7 ft 1 in)                                 |
| 最大離陸重量             | 103,000キログラム (227,000 lb)                           | 103,000キログラム (227,000 lb)                           | 105,000キログラム (231,000 lb)                           | 110,750キログラム (244,160 lb)                           | 107,500キログラム (237,000 lb)                           |
| 最大着陸重量             | 88,000キログラム (194,000 lb)                            | 88,000キログラム (194,000 lb)                            | 89,500キログラム (197,300 lb)                            | 93,000キログラム (205,000 lb)                            | 88,000キログラム (194,000 lb)                            |
| 最大積載量               | 21,000キログラム (46,000 lb)                             | 21,000キログラム (46,000 lb)                             | 23,000キログラム (51,000 lb)                             | 25,200キログラム (55,600 lb)                             | 18,000キログラム (40,000 lb)                             |
| 最大離陸重量での滑走距離 | 2,250メートル (7,380 ft)                                 | 2,250メートル (7,380 ft)                                 | 1,800メートル (5,900 ft)                                 | 2,250メートル (7,380 ft)                                 | 2,500メートル (8,200 ft)                                 |
| 巡航高度                 | 12,600メートル (41,300 ft)                               | 12,600メートル (41,300 ft)                               | 12,100メートル (39,700 ft)                               | 12,100メートル (39,700 ft)                               | 12,100メートル (39,700 ft)                               |
| 巡航速度                 | 810 - 850キロメートル毎時 (500 - 530 mph)                | 810 - 850キロメートル毎時 (500 - 530 mph)                | 810 - 850キロメートル毎時 (500 - 530 mph)                | 810 - 850キロメートル毎時 (500 - 530 mph)                | 810 - 850キロメートル毎時 (500 - 530 mph)                |
| 最大速度                 | 900キロメートル毎時 (560 mph)                            | 900キロメートル毎時 (560 mph)                            | 900キロメートル毎時 (560 mph)                            | 900キロメートル毎時 (560 mph)                            | 900キロメートル毎時 (560 mph)                            |
| 最大積載時航続距離       | 4,300キロメートル (2,700 mi)                             | 4,100キロメートル (2,500 mi)                             | 4,000キロメートル (2,500 mi)                             | 4,340キロメートル (2,700 mi)                             | 5,800キロメートル (3,600 mi)                             |
| 最大燃料積載量           | 41,000リットル (9,000 imp gal; 11,000 US gal)            | 41,000リットル (9,000 imp gal; 11,000 US gal)            | 35,700キログラム (78,700 lb)                             | 44,600リットル (9,800 imp gal; 11,800 US gal)            | 45,000リットル (9,900 imp gal; 12,000 US gal)            |
| エンジン (x 2)           | アヴィアドヴィガーテリ PS-90A                            | ロールス・ロイス RB211-535E4                             | アヴィアドヴィガーテリ PS-90A2                           | アヴィアドヴィガーテリ PS-90A                            | アヴィアドヴィガーテリ PS-90A                            |
| 最大推力 (x 2)           | 157キロニュートン (16,000 kgf; 35,000 lbf)               | 186.3キロニュートン (19,000 kgf; 41,900 lbf)             | 157キロニュートン (16,000 kgf; 35,000 lbf)               | 158.2キロニュートン (16,130 kgf; 35,600 lbf)             | 158.2キロニュートン (16,130 kgf; 35,600 lbf)             |

出典: 統一航空機製造, ツポレフ, 204SM.

### 追加仕様 ( Tu-204SM )
技術データ
- 無給油連続飛行時間 9 hrs
- クラス・ターミナル B ( コード D ICAO )
- 着陸カテゴリー  IIIa (3A)着陸
- 騒音規制 ICAOのアネックス 16 チャプター 4 に適合
- 機体寿命 60,000時間 - 45,000回の飛行または25年間
- 平均故障間隔 - 12,000 時間。毎月300 - 350時間で年間6,000回の飛行

PS-90A2 エンジン
Tu-204SMのエンジンは新型のロシア製PS-90A2でAP-33航空規格に適合する。
- 二酸化炭素排出量が減少, kg/s 470
- バイパス比 4.5
- 重量  4795 kg
- 巡航時の加圧 37.0
- 巡航時の推力 3400 kgf
- 比推力 巡航時0.605 kg/kgf * h

## 比較
出典:
|                   | Tu-204      | Tu-204SM       | エアバスA321   | ボーイング 757-200 | Tu-154M     |
| ----------------- | ----------- | -------------- | -------------- | ------------------ | ----------- |
| 座席数            | 210         | 210            | 220            | 216                | 176         |
| 最大離陸重量, т   | 103,0       | 108            | 89             | 108,8              | 102         |
| 最大積載量, т     | 23          | 23             | 21,3           | 22,6               | 18          |
| 巡航速度, km/h    | 850         | 830-850        | 900            | 850                | 950         |
| 必要な滑走路長, m | 2500        | 2500           | 2500           | 2500               | 2300        |
| 燃費, g/pass.km   | 19,3        | 19,25          | 18,5           | 23,4               | 27,5        |
| 費用 US$100万ドル | 35 (2007年) | 40-45 (2010年) | 87-92 (2008年) | 80 (2002年)        | 15 (1997年) |

## 導入航空会社一覧
下記の一覧にはTu-214も含まれる
全運用会社 (2010年10月時点) 
| 航空会社                            | タイプ                     | 運航中 | 発注中         | 待機 |
| ----------------------------------- | -------------------------- | ------ | -------------- | ---- |
| カイロ航空                          | 3 x 204-120 2 x 204-120C   | 2      | 0              | 3    |
| エアスターズ                        | 214                        | 1      | 0              | 1    |
| オレンエア                          | 204-100                    | 1      | 0              | 0    |
| 中国国際貨運航空                    | 204-120CE                  | 0      | 4 (キャンセル) | 1    |
| DHL航空                             | 204-100C                   | 1      | 0              | 1    |
| 中国貨物航空                        | 204-120CE                  | 0      | 2              | 0    |
| アトランティック航空                | 204                        | 0      | 0              | 0    |
| アヴィアスタル-TU                   | 204                        | 4      | 0              | 4    |
| カブミンボディアヴィア              | 204-100                    | 2      | 0              | 0    |
| クラス航空 (クラスノヤルスク航空)   | 214                        | 0      | 0              | 1    |
| パレスチナ (政府)                   | 204-100                    | 0      | 1              | 0    |
| ロシア航空 (商業)                   | 204                        | 0      | 0              | 2    |
| ロシア航空 (政府)                   | 214 2 x 204–300 (発注)     | 6      | 6              | 0    |
| S7航空                              | 204                        | 0      | 0              | 0    |
| ウラジオストク航空                  | 204–300                    | 6      | 0              | 0    |
| クバーナ航空                        | 2 x 204-100CE 2 x 204-100E | 4      | 0              | 0    |
| 高麗航空                            | x1 204–300 x1 204-100      | 2      | 2              | 0    |
| トランスアエロ航空                  | 214                        | 3      | 7              | 0    |
| イラン航空 またはイランエアツアーズ | 204                        | 0      | 30             | 0    |
| レッド ウィングス航空               | 204-100/204SM              | 8      | 1 + 44         | 0    |
| イカロ航空                          | 204SM                      | 0      | 2(+1)          | 0    |
| ビジネス航空                        | 204–300                    | 1      | 0              | 0    |
| 合計                                |                            | 40     | 100            | 12   |

### 発注の可能性
- シリア・アラブ航空 (6機)
- 注:さらに10機のTu-204が引き渡されずにウリヤノフスクとモスクワで保管されている。

## 事故
墜落事故は起こしておらず、墜落による死者は出ていないが、着陸失敗による死亡事故が発生している。
- 2010年3月22日、アヴィアスタル-TU1906便（英語版）はモスクワ近郊のドモジェドヴォ空港で夜間で霧の為、視界不良により着陸時に事故を起こした。死亡者はいなかったが乗員8名のうち4名が重症を負った。報告によるとその便に乗客は搭乗していなかった。2010年9月のロシア民間航空局(МАК)はこの事故の最終報告書を発表した[45]。この事故の原因は不十分な訓練と操縦席内の機器の管理の欠如、自動操縦装置の故障、アヴィアスタル-TUによる重大な違反等、複数の要因が重なった事に起因するとされている。
- 2012年12月29日、レッドウィングス航空9268便(Tu-204, RA-64047, cn 1450743164047)が、モスクワのヴヌーコヴォ国際空港に着陸をしたが、滑走路をオーバーランし、同機は空港から道路に飛び出して建造物に衝突・炎上した。同機は、チェコのパルドゥビツェ空港にツアー客を運んだ後の回送便で乗客は乗っていなかったが、乗員8名のうち5名が死亡した。[46]
- 2022年1月8日、アヴィアスタル-TUのTu-204（RA-64032, cn 1450742264032）が、中国・杭州市近郊の杭州蕭山国際空港にてロシア・ノヴォシビルスクのトルマチョーヴォ空港行き貨物便として出発準備中に貨物室から出火し炎上、大破した。乗員は避難して全員無事だった。[47]